# Margaret Purce
Margaret Melinda Williams-Purce (* 18. September 1995 in Silver Spring, Maryland) ist eine US-amerikanische Fußballspielerin.

## Karriere

### Verein
Nachdem sie bereits in deren High School Mannschaft aktiv war, lief Williams-Purce von 2013 bis 2016 für das College-Team von Harvard Crimson auf und machte hier in 69 Einsätzen 42 Tore. Zur Saison 2017 wurde sie von den Boston Breakers gedraftet, für die sie anschließend ihre ersten Einsätze in der NWSL hatte. Nach dem Ende des Franchises nach der Saison wurde sie beim Dispersal Draft zur Saison 2018 von den Portland Thorns erwählt. Dort verbrachte sie diese und die folgende Spielzeit. Seit der Saison 2020 steht sie beim Gotham FC unter Vertrag.

### Nationalmannschaft
Mit der US-amerikanischen U17 nahm sie an der Weltmeisterschaft 2012 und mit der U20 an der Weltmeisterschaft 2014 teil.
Erstmals für die A-Nationalmannschaft nominiert wurde sie beim Tournament of Nations 2017, wurde dort jedoch nicht eingesetzt. Bei ihrer zweiten Nominierung, im Juni 2018, verhinderte eine Verletzung einen Einsatz. Ihr Debüt gab sie erst im November 2019 bei einem Freundschaftsspiel gegen Costa Rica, in welchem sie auch gleich in der Anfangself stand und, unüblich für sie, als Verteidigerin eingesetzt wurde. Danach wurde sie ab 2021 auf ihrer gewohnten Position als Stürmerin eingesetzt. Sie kam nun auch öfters zu Einsätzen und nahm mit ihrem Team unter anderem am SheBelieves Cup 2021 und 2022 sowie an weiteren Freundschaftsspielen teil.
Im Sommer 2022 folgte mit der CONCACAF W Championship 2022 ihr erstes große Turnier. Nach weiteren Einsätzen in Freundschaftsspielen gehörte sie nicht zum US-Kader der Weltmeisterschaft 2023.